# Anna Ledin
Anna Birgitta Ledin, född 16 januari 1963, är en svensk forskare och ämbetsman.
Anna Ledin disputerade 1993 vid Linköpings universitet på avhandlingen Colloidal carrier substances: properties and impact on trace metal distribution in natural waters. Hon har varit verksam vid Linköpings universitet, Danmarks Tekniske Universitet, Lunds universitet och Kungliga Tekniska högskolan. Hon var huvudsekreterare för Formas 2007–2013 och direktör för miljöförvaltningen i Göteborgs stad 2014–2024. Hon utsågs 2024 av regeringen till generaldirektör för Havs- och vattenmyndigheten, på ett förordnande från och med 1 april 2024 till och med 31 mars 2030.